# École secondaire Marcellin-Champagnat
L'école secondaire Marcellin-Champagnat ou E.S.M.C est une école secondaire privée mixte située à Saint-Jean-sur-Richelieu dans le secteur Iberville en Montérégie au Québec, Canada. En août 1885, l'arrivée de six Frères Maristes venant de la province mariste de Notre-Dame-de-l'Hermitage, au sud de Lyon, en France, permet l'implantation de l'œuvre mariste au Canada. Ils s'installèrent dans une école appelée aujourd'hui «Berceau», à Iberville. En 1975, l'établissement, Juvénat Saint-Joseph jusqu'alors, change de nom pour devenir officiellement École secondaire Marcellin-Champagnat. Depuis, la mission de l'école suit les traces des Frères Maristes.
L'école est membre de la Fédération des établissements d'enseignement privés du Québec.
En 2020 , l'école secondaire se retrouve dans le palmarès du top 5 des écoles privées en Montérégie.

## Mission
La mission de l'école est de former des citoyens autonomes, responsables, compétents et engagés dans leur développement aux plans personnel, social, spirituel et, à cette époque, chrétien catholique 

### Leurs grandes orientations
La mission s’articule autour de trois grands axes :
- L’axe spirituel et chrétien catholique
- L’axe personnel
- L’axe social

Ceux-ci visent à développer chez l’élève l’intelligence du cœur par l’intériorité, l’accueil, l’écoute, le respect des autres et le partage. À aussi, développer chez l’élève son autonomie, sa créativité, son sens critique, ses compétences intellectuelles, son appartenance à la communauté, le respect de son environnement et de saines habitudes de vie et à préparer l’élève à devenir un citoyen avisé, responsable, sociable, engagé et conscient des enjeux de société

### Leur pédagogie
L’École secondaire Marcellin-Champagnat prône une pédagogie dynamique reposant sur un enseignement axé sur la recherche, le travail personnel et le développement des compétences. De plus, elle offre un vaste choix de programmes et d’options aux élèves, ainsi qu’une gamme d’activités qui favorisent la créativité, l’imagination, l’expression et l’autonomie. L’École s’assure de répondre aux besoins, aux aptitudes et aux aspirations de sa clientèle et vise la réussite de tous.
Elle favorise une attitude d’accueil constamment soucieuse de s’ajuster aux capacités et au degré d’avancement de chacun. L’éducateur accompagne l’élève en lui offrant l’appui nécessaire au développement de son autonomie et de son équilibre personnel

## Histoire
- 15 août 1885 : Arrivée des six premiers frères maristes de France à la demande de Mgr Zéphirin Moreau, évêque de Saint-Hyacinthe. Les frères s’installent au « Berceau », maison toujours existante sur la 10e Avenue à Iberville le long du ruisseau Hazen.
- 1903 : Les Frères Maristes sont déjà implantés dans vingt-cinq villes et villages au Canada et aux États-Unis.
- 1892 : Le Berceau donne naissance au Juvénat Notre-Dame du Rosaire. Le juvénat a comme visée le recrutement de nouveaux membres pour la communauté.
- 1928 : Construction de la nouvelle Maison Provinciale des Frères Maristes. Les juvénistes y aménagent le 25 juin 1929.
- 1945 :Le Juvénat  Notre-Dame étant surpeuplé, le Juvénat Saint-Joseph est construit à Saint-Vincent-de-Paul. Les travaux sont terminés pour septembre 1948.
- 1956 : Le juvénat Champagnat est érigé à Rock Forest.
- 1960 : Le Juvénat Saint-Joseph devient une corporation avec deux entités : Le Juvénat Notre-Dame et le Juvénat Champagnat.
- 1964 : Le Juvénat Saint-Joseph quitte Saint-Vincent-de-Paul pour Iberville et inversement, le Juvénat Notre-Dame prend racine à Saint-Vincent-de-Paul. Construction de l’aile sud comprenant un gymnase, une piscine et un dortoir. Les élèves occupent le bâtiment en septembre 1965.[réf. nécessaire]
- 1967-1968 : Le bâtiment principal s’agrandit par l’ajout de l’aile nord
- 1969 : Le Juvénat Saint-Joseph, en vertu de la loi sur l’enseignement privé est reconnu officiellement d’intérêt public.[réf. nécessaire]
- 1972 : Il y a la fusion du Juvénat Saint-Joseph et du Juvénat Notre-Dame. Les premiers élèves externes font leur entrée.
- 1975 : Le Juvénat Champagnat se fusionne au Juvénat Saint-Joseph et devient alors l’École secondaire Marcellin-Champagnat.[réf. nécessaire](esmc)
- 1983 : L’école secondaire Marcellin-Champagnat a tributaire d’une première réfection majeure à savoir le « rebriquetage » de la façade de partie centrale.[réf. nécessaire]
- 1985 :C’est la fermeture du pensionnat.
- Août 1985 : L’École n’a qu’une clientèle masculine pour l’année scolaire 1985-1986.
- Août 1986 : Les jeunes filles font leur entrée à l’École. Elles sont 152 réparties à tous les niveaux, dont 9 sortantes.
- 1992 : La salle Champagnat et la salle d’étude sont construites du côté sud-est.
- Janvier 1998 : L’École devient un lieu d’hébergement lors du verglas. Trois cent cinquante personnes y sont logées pendant vingt-huit jours.
- 2000 : La nouvelle salle à manger est construite.
- 2004 : Le plateau sportif Yvan-Desharnais est construit.
- 2006 : Il y a un dernier ajout du côté nord par l’addition d’une salle de danse, d’une salle d’art dramatique et de deux classes.
- 2011 : Le dernier directeur général faisant partie de l'ordre mariste (Fr. Jacques Bélisle) quitte son poste, se faisant remplacer par M. Richard Custeau.

## Armoiries
Sur un écu moderne français dont le champ est de sinople, le tout adossé de deux fleurs de lys argentées, on peut y apercevoir un listel doré portant la devise : 'EFFORT, AMITIÉ, FIERTÉ

### Effort, Amitié, Fierté
Ces trois mots sont véritablement significatifs de la vie que toutes et tous sont appelés à bâtir ensemble tout au long de leur séjour à l'École secondaire Marcellin-Champagnat.

### La croix mariste dorée au centre cœur
Voilà tout le sens d'une vie... à la manière de Marie, les Maristes ont donné et donnent encore d'eux-mêmes en éduquant selon l'humanisme chrétien. Marie est au cœur même du grand projet de Jésus qui fait de l'humanité un royaume de paix et de fraternité.
C'est là le but spécifique et le projet éducatif de l'école. Supportée par les deux rubans aux couleurs de l'école : Azur : joie, savoir, loyauté. Orangé : fête, accueil, générosité.

### D'argent une poignée de mains
L'argent, ce métal, symbolise la paix, la liberté, .la pureté, la loyauté, l'honneur et la fraternité. Ces mains placées au point du chef signifient qu'elles sont à l'honneur, une amitié faite de franchise, de respect, d'entraide... une amitié vécue par les filles et les garçons.

### Une abeille dorée
L'or, en héraldique, est un métal significatif : il évoque l'éclat, la justice, la foi, la force et la constance. L'abeille, parfait emblème de l'activité, de l'effort soutenu et de l'honnêteté
L'école aujourd'hui.
L'ESMC compte 1 167 élèves répartis sur 5 niveaux.